# Akademie für Ost-West-Begegnungen
Die Akademie für Ost-West-Begegnungen e.V. baute auf eine intensive, langjährige Ost-West-Partnerarbeit auf. Ausgangspunkt dafür waren Kontakte eines kirchlichen Arbeitskreises aus Nordhausen mit Mitgliedern der autonomen evangelischen Studentengemeinde Marburg. Es wurden insbesondere Theorien von  Denkern betrachtet, die in beiden Gesellschaften jeweils unterschiedlich rezipiert wurden.
Nach der Wende gab es Momente, die zu dem Entschluss führten, die Arbeit zu intensivieren und einer größeren Öffentlichkeit zugänglich zu machen: Im Zuge des deutschen Einigungsprozesses trat ein gegenseitiges Unverständnis von „Ost“ und „West“ ungeahnten Ausmaßes zu Tage. Im Jahr 1992 eskalierten Rassismus und Fremdenhass in unvergleichlicher Weise. Um diese Tendenzen nicht schweigend hinnehmen zu müssen, wurde die Akademie für Ost-West-Begegnungen gegründet. Ein großes Projekt war die Tagung gegen Rassismus und Fremdenfeindlichkeit anlässlich der Gründung, die 1993 in Niederkaufungen stattfand. Seit 1993 ist der Verein als offizieller Träger der Erwachsenenbildung von der Bundeszentrale für politische Bildung anerkannt und führt regelmäßig Seminare zu Themen aus den Bereichen Bildung, Wirtschaft, Ethik, Deutsche Geschichte, Flucht und Asyl, Umwelt, Globale Erwärmung und nachhaltige Entwicklung durch.